# تیانا (دیزنی)
تیانا (به انگلیسی: Tiana) یک شخصیت خیالی در شاهدخت و قورباغه (۲۰۰۹) چهل و نهمین انیمیشن سینمایی والت دیزنی پیکچرز است. تیانا توسط کارگردانان ران کلمنتس و جان ماسکر ساخته شده‌است و پویانمای آن مارک هن بوده‌است، صداپیشگی تیانا بالغ را آنیکا نونی رز و الیزابت ام. دامپیر صداپیشگی تیانا کودک را بر عهده دارند. او در سریال دیزنی پلاس تیانا که قرار است در سال ۲۰۲۲ پخش شود ظاهر خواهد شد.
تیانا از پرنس قورباغه اثر برادران گریم و لیه چیس سرآشپز مشهور نیواورلئان الهام گرفته شده‌است. تیانا به عنوان یک پیشخدمت سخت‌کوش به تصویر کشیده می‌شود که آرزوی افتتاح رستوران خودش را دارد و پیشرفت او پس از بوسیدن ناامیدانهٔ شاهزاده‌ای به نام ناوین که توسط یک جادوگر شیطانی تبدیل به قورباغه شده بود، متوقف می‌شود.
تیانا بیشتر مورد استقبال مثبت منتقدان قرار گرفته‌است که شخصیت و ارزش‌های او را تحسین می‌کنند. با این حال، تیانا و جامعه او به دلیل عدم تأکید بر مسائل نژادی مورد انتقاد قرار گرفته‌است. تصمیم برای به تصویر کشیدن دو شخصیت اصلی، تیانا و ناوین، به عنوان قورباغه در اکثر فیلم نیز نقدهایی را به همراه داشته‌است و برخی می‌گویند که این کار هویت شخصیت‌ها را کم‌اهمیت می‌کند. او نهمین پرنسس دیزنی است و به عنوان اولین شاهدخت آمریکایی آفریقایی‌تبار در مجموعه شاهدختان دیزنی شناخته می‌شود.

## سیر تکاملی شخصیت

### مفهوم و قومیت
جان ماسکر کارگردان فیلم شاهدخت و قورباغه بیان کرد که اقتباس یک فیلم بلند پویانمایی از افسانه برادران گریم به مدت ۱۸ سال یکی از موضوعات مورد توجه استودیو انیمیشن والت دیزنی بود. این پروژه بارها متوقف شد زیرا استودیو در ایجاد نسخه‌ای که همه از آن راضی باشند ناموفق بود. دیزنی در ۲۰۰۶ حقوق کتاب پرنس قورباغه، را خریداری کرد. پس از آن، ران کلمنتس و جان ماسکر، کارگردانان مشترک، برای هدایت استودیو در تلاش دیگری برای اقتباس از افسانه استخدام شدند و نیواورلئان دهه ۱۹۲۰ را به عنوان صحنه آن انتخاب کردند. اگرچه در ابتدا شاهدخت و قورباغه به عنوان یک پویانمایی رایانه‌ای تصور شد، ران کلمنتس و جان ماسکر برای اینکه شاهدخت و قورباغه به‌طور پویانمایی سنتی ساخته شود، مبارزه کردند.
مطمئناً زمان (برای یک قهرمان آمریکایی آفریقایی‌تبار) فرا رسیده بود. اما ما به این فیلم به عنوان هر نوع دستور کار نزدیک نشدیم. جان لستر پیشنهاد کرد که افسانه پرنس قورباغه را بردارید و آن را در نیواورلئان تنظیم کنید. ایده ساخت قهرمان آمریکایی آفریقایی‌تبار ما به سادگی از محیط بیرون آمد و این بخشی جدایی ناپذیر از داستانی بود که در مارس ۲۰۰۶ برای جان مطرح کردیم. همه ما فکر می‌کردیم این ایده عالی است. اما بعداً به اهمیت این موضوع در جامعه آمریکایی آفریقایی‌تبار پی بردیم.— ران کلمنتس (دربارهٔ استدلال آنها در پشت قومیت تیانا).
تیانا بر اساس پرنسسی که در پرنس قورباغه اثر برادران گریم ظاهر می‌شود، ساخته شده‌است. ران کلمنتس پرنس قورباغه را نوعی افسانه با پیچ و تاب توصیف کرد زیرا در آن شاهدخت قورباغه را بوسید و به جای اینکه قورباغه به شاهزاده تبدیل شود، شاهدخت به قورباغه تبدیل شد.
ران کلمنتس و جان ماسکر ایده فیلم را به جان لستر، مدیرعامل استودیو انیمیشن والت دیزنی، به‌عنوان یک فیلم دست‌کشیده با یک قهرمان آمریکایی آفریقایی‌تبار مطرح کردند و تیانا را به‌عنوان کسی که هرگز طرفدار سرسخت افسانه‌های دیزنی نمی‌شد تصور کردند.
این شخصیت از رستوران‌دار مشهور لیه چیس الهام گرفته شده‌بود که ران کلمنتس و جان ماسکر در سفر تحقیقاتی خود به نیواورلئان با او آشنا شدند. ران کلمنتس توضیح داد که زنی در نیواورلئان به نام لیه چیس وجود دارد که یک پیشخدمت بود و در نهایت با شوهرش رستورانی باز کرد… ما با او ملاقات کردیم و با او صحبت کردیم و او به نوعی وارد داستان خود شد، فلسفه‌اش در مورد غذا که عنصر بزرگی از فیلم است.
تیانا به عنوان اولین پرنسس آمریکایی آفریقایی‌تبار دیزنی شناخته می‌شود. همان‌طور که نویسندگان و کارگردانان فیلم ادعا می‌کنند که تصمیم آنها برای به تصویر کشیدن تیانا به عنوان یک زن جوان آفریقایی آمریکایی به‌طور طبیعی صرفاً به دلیل موقعیت مکانی است که داستان در آن اتفاق می‌افتد. ران کلمنتس توضیح داد که ما متوجه نشدیم که این یک موضوع بزرگ بود و در ابتدا نام فرانسوی مَدی و مادلین را به این شخصیت داد. با این حال، هنگامی که این نام در نتیجه مفاهیم نژادی به بحث و گمانه‌زنی برانگیخت چون طبق منابع مختلف، نام مدی معمولاً به عنوان نام برده استفاده می‌شد و آنها تصمیم گرفتند نام شخصیت را به یک نام یونانی تغییر دهند. تیانا، که با دیانا و رانا (معادل قورباغه در لاتین) هم قافیه است. اگرچه تیانا (Τιάνα) به‌عنوان پرنسس ترجمه نمی‌شود (πριγκίπισσα) می‌توان آن را به عنوان یک رمزگشایی تکواژ چندوجهی، ابداع شده توسط ترکیب پرنسس Τία و Νταϊάνα دانست.
اگر کسی قورباغه ای را دوست دارد، فکر می‌کند قورباغه دیانا است.
ران کلمنتس و جان ماسکر در حال تلاش برای ادامه نزدیک شدن به فیلم با حساسیت، از راب ادواردز، فیلمنامه‌نویسی که آفریقایی آمریکایی است راهنمایی گرفتند. به منظور اضافه کردن وزن احساسی به داستان، ران کلمنتس و جان ماسکر تأکید بیشتری بر رابطه تیانا با پدرش جیمز کردند که در فیلم زیاد به تصویر کشیده نشد.

### صدا
کارگردانان ران کلمنتس و جان ماسکر از استخدام ستاره‌های بزرگ برای صداپیشگی شخصیت‌های اصلی فیلم خودداری کردند و توضیح دادند که اگر تصویر ذهنی فوری از بازیگر واقعی به دست نیاورید می‌تواند به شناسایی شخصیت انیمیشنی با صدا کمک کند. چندین بازیگر زن مشهور آفریقایی آمریکایی علاقه خود را به صداپیشگی تیانا ابراز کردند، از جمله بیانسه، جنیفر هادسن، آلیشا کیز و تایرا بنکس.
در نهایت نقش تیانا به آنیکا نونی رز رسید.

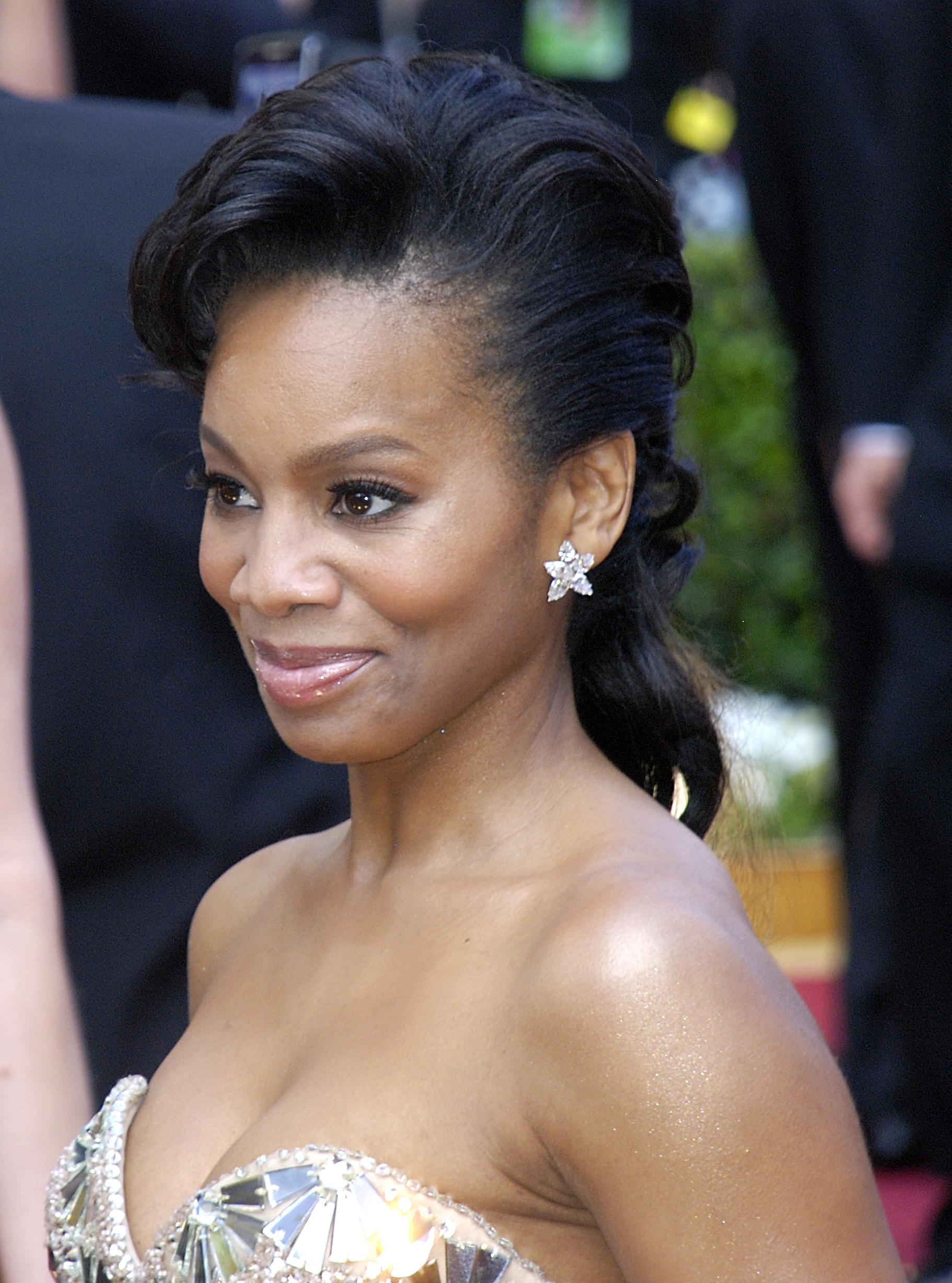
آنیکا نونی رز در نقش تیانا در این فیلم صداپیشگی کرد.

هنگامی که دیزنی شخصاً با آنیکا نونی رز در مورد صدای تیانا تماس گرفت، انتظارات او زیاد نبود. او توضیح داد که من قصد نداشتم پرنسس شوم. فکر می‌کردم مثل بید گریان یا چیزی شبیه بید هستم.
آنیکا نونی رز برای اینکه خودش را برای تست بازیگری خود آماده کند، مطمئن شد که صدای آماده دارد و در مجموع سه بار برای نقش تیانا تست داد.
آنیکا نونی رز یکی از طرفداران دیرینه دیزنی بود که همیشه می‌خواست صداپیشه یکی از شخصیت‌های دیزنی باشد، از این واقعیت که او صداپیشه اولین شاهدخت آمریکایی آفریقایی‌تبار دیزنی است گفت که هیجان زده و شتاب زده از این اتفاق بود. وقتی فیلم مورد توجه او قرار گرفت، بیشتر به خاطر داستان زن جوان به سمت آن کشیده شد تا قومیت تیانا. او در گفتگویی با مجلهٔ روت گفت که اهمیت تاریخی این فیلم که بعداً برای من آشکار شد را در آن زمان به درستی درک نکرده بودم.
آنیکا نونی رز فرایند ضبط را به عنوان کار بسیار انفرادی توصیف کرد که او را ملزم به انجام تحقیقات و آماده‌سازی زیادی می‌کرد. او توضیح داد که من با مردم در نیواورلئان تماس گرفتم؛ به صدای آنها گوش دادم، من در شهر زیاد مطالعه کردم و در زمینه موسیقی جاز به موسیقی زیادی گوش دادم.
او کم‌کم فیلمنامه فیلم را تکه‌تکه دریافت کرد. در طول اولین جلسه ضبط خود، تمام فیلمنامه را خواند و در هشت ساعت ضبط کرد، و این تجربه را فوق‌العاده توصیف کرد. او و همکارش برونو کپوس که صدای شاهزاده ناوین را ارائه می‌کرد، اکثر دیالوگ‌های خود را جداگانه ضبط کردند.

### طراحی و مشخصات
مارک هن به عنوان انیماتور ناظر تیانا خدمت کرد که توسط جان لستر استخدام شده‌بود زیرا تقریباً از تمام پرنسس‌های دیزنی از زمان آریل در پری دریایی کوچولو انیمیشن ساخته بود. مارک هن در توصیف تیانا گفت که او روند جدیدی در پرنسس‌های ما را دنبال می‌کند و او را به آریل از پری دریایی کوچکولو تشبیه می‌کند. مارک هن از کارمند استودیو جیمی میلنر، که یک کارآموز فیلم بپد که در پست پروداکشن کار می‌کرد الهام گرفت. این واقعیت که تیانا آمریکایی آفریقایی‌تبار است، برای مارک هن هیچ‌وقت مسئله مهمی نبود، اما ترسیم او هم به‌عنوان یک انسان و هم به عنوان قورباغه دشوار بود. او گفت که تیانا در فیلم به اشکال مختلف ظاهر می‌شود… او یک دختر کوچک است، او یک انسان بالغ است و بعد یک قورباغه است.
وقتی نوبت به نهایی کردن طرح تیانا رسید، افکار، ایده‌ها و نگرانی‌های آنیکا نونی رز مورد توجه قرار گرفت. آنیکا نونی رز گفت: «من… گفتم می‌خواهم به نظر برسد که او غذا می‌خورد و لاغر نیست و دهان پر و بینی کمی گرد و موهای پر پیچ و تاب دارد و اینها همه چیزهایی هستند که باعث می‌شوند او کاملاً خودش را نشان دهد. وقتی برای اولین بار او را دیدم و متوجه شدم که چقدر شبیه من است، واقعاً متحیر شدم». او نمی‌خواست تیانا شبیه یک شاهدخت شیرینی‌پز باشد که قهوه‌ای رنگ شده بود. آنیکا نونی رز همچنین به عنوان یک مرجع بصری و زنده برای نظارت بر انیماتور مارک هن در حین کار بر روی تیانا بود؛ از او فیلمبرداری می‌کرد، خط‌هایش را ضبط می‌کرد، و برخی از ویژگی‌های متمایز او مانند گودی‌ها و چپ دست بودن او را در طراحی تیانا به کار می‌برد.

## ظواهر

### شاهدخت و قورباغه
تیانا دو شغل دارد تا بتواند پول کافی برای تبدیل یک کارخانه قند فرسوده به یک رستوران به دست آورد، قولی که به پدرش که در جنگ جهانی اول کشته شد داد. در نتیجه تیانا غرق کارش شده و برای هیچ چیز دیگری وقت ندارد. تیانا زمانی امیدوار می‌شود که دوست صمیمی دوران کودکی‌اش، شارلوت، مبلغی یکجا به او می‌پردازد تا در یک مراسم بالماسکه که میزبان شاهزاده ناوین قلابی شده‌است، لباس‌های رنگارنگ درست کند و سرو کند.
آن شب، امیدهای تیانا از بین می‌رود که مشاوران املاک به او می‌گویند که کسی برای کارخانه قند از او پیشی گرفته‌است و با توجه به پیشینه او احتمالاً چیز خوبی است. هنگامی که تیانا به‌طور تصادفی لباس خود را خراب می‌کند، شارلوت به اندازه کافی مهربان است که آن را با یکی از لباس‌های خود جایگزین کند.
از سر ناامیدی، تیانا آرزوی یک ستاره را می‌کند، اما قورباغه‌ای سخنگو که ادعا می‌کند شاهزاده ناوین واقعی است به استقبال او می‌آید. ناوین با اشتباه گرفتن او با یک شاهدخت به خاطر لباسش، قول می‌دهد که اگر تیانا با بوسیدن دوباره او را تبدیل به انسان کند، پول مورد نیازش را می‌دهد. پس از مدت کوتاهی تلاش برای متقاعد کردن تیانا، او تسلیم می‌شود، اما اشتباهی به جای آنکه ناوین تبدیل به انسان شود، تیانا قورباغه می‌شود.
بعد از آن تیانا شروع به دعوا با ناوین می‌کند که همین باعث می‌شود از پنجره اتاقی که در آن هستند پرت شوند بیرون، آنها روی طبل‌ها میفتند و نوازنده بعد از دیدن آنها وحشت می‌کند و سعی می‌کند که آنها را له کند که این باعث می‌شود در گردن شارلوت بیفتند و باعث ترس و وحشت در مراسم شوند و پدر شارلوت به سگشان می‌گوید که قورباغه‌ها را بگیرد، آنها فرار می‌کنند و سگ دنبال آنها میفتند که تیانا با او حرف می‌زند و سگ حواسش پرت می‌شود و کیک روی مشاورین املاک میفتد.
بعد از آن آنها از طریق بادکنک‌هایی که به آنها وصل هستند به جایی دیگر می‌رسند و در راه ناوین داستان را برای تیانا تعریف می‌کند و تیانا هم به او می‌گوید که شاهدخت نیست و پیشخدمت است و آنها با یکدیگر بحث می‌کنند که بادکنک‌ها می‌ترکند و در دریاچه‌ای میفتند، همان‌جا تیانا به ناوین می‌گوید که بعد از ازدواج با شارلوت باید پولی که وعده اش را داده به او بدهد.
در حالی که آنها با هم بحث می‌کنند تمساح‌های گرسنه به سمتشان می‌آیند و آنها به داخل درختی می‌روند و در آنجا ناوین قول می‌دهد به محض ازدواج با شارلوت، از پولی که از او می‌گیرد برای کمک به تیانا برای خرید رستوران استفاده کند. آنها همان‌جا استراحت می‌کنند و فردا صبح از آنجا به همراه یک تمساح به نام لوئیس که نوازنده است می‌روند در راه لوئیس از فردی به نام ماما اودی که تردست است صحبت می‌کند و ناوین و تیانا از لوئیس می‌خواهند که آنها را پیش او ببرد اول لوئیس قبول نمی‌کند ولی ناوین او را راضی می‌کند که اگر پیش ماما اودی بروند او را تبدیل به انسان می‌کند و می‌تواند به همراه انسان‌ها به نوازندگی بپردازد اینبار لوئیس قبول می‌کند و با هم به پیش ماما اودی می‌روند و در این راه با کرم شبتابی به نام ریموند آشنا می‌شوند و در سفر آنها برای پایان دادن به طلسم، همه چیز تغییر می‌کند. تیانا و ناوین به یکدیگر کمک می‌کنند تا از دست شکارچیان قورباغه فرار کنند و تیانا به ناوین آشپزی می‌آموزد. همان‌طور که ریموند برای عشق واقعی خود اونجلین می‌خواند، ناوین به تیانا نشان می‌دهد که چگونه برقصد، کاری که او قبلاً هرگز انجام نداده بود زیرا از آن می‌ترسید.
هردو عاشق یکدیگر می‌شوند، اما نمی‌دانند چگونه آن را بگویند.
سرانجام تیانا با خود تردست روبه‌رو می‌شود که قول می‌دهد در صورت تحویل یک طلسم که نقش مهمی در برنامه‌های او دارد، رؤیای تیانا را به واقعیت تبدیل کند. پس از یادآوری تمام کارهایی که انجام داده و افرادی که او را عقب نگه داشته‌اند، او تصویری از پدرش را به او نشان می‌دهد و به او می‌گوید که می‌تواند مطمئن شود رؤیایی که هرگز زندگی نکرده‌است به حقیقت می‌پیوندد. تیانا با دیدن خانواده‌اش در کنار هم، سرانجام متوجه می‌شود که پدرش چه می‌خواسته باشد که او هرگز به خواسته‌اش نرسید، اما عشق داشت، چیزی که نیاز داشت. تیانا طلسم را در هم می‌شکند و تردست را در آغوش ارواح خشمگین رها می‌کند و آنها تردست را می‌کشند.
تیانا ناوین را پیدا می‌کند که به شارلوت قول می‌دهد با او ازدواج کند، اما فقط در صورتی که پول رستوران تیانا را بدهد. تیانا او را متوقف می‌کند و در نهایت اعتراف می‌کند که عاشق اوست. شارلوت که حرکت کرده‌است می‌گوید ناوین را می‌بوسد، ولی نیازی به ازدواج نیست و می‌تواند با تیانا ازدواج کند، اما نیمه شب است و برای شکستن طلسم خیلی دیر شده‌است.
تیانا و ناوین در همین مواقع ریموند را در حال مرگ می‌بینند و از او خداحافظی می‌کنند… و بعد از مرگ ریموند او به عشق واقعی‌اش اونجلین می‌پیوندد.
در نهایت تیانا و ناوین در حالت قورباغه ازدواج می‌کنند. هنگامی که آنها هم را می‌بوسند، در نهایت دوباره انسان می‌شوند زیرا تیانا در نهایت اکنون یک شاهدخت است و با لباس مجلسی شاهدخت نشان داده می‌شود.
برای راه‌اندازی رستوران، لوئیس مشاوران املاک را برای پذیرش پیشنهاد تیانا می‌ترساند و ناوین و تیانا با هم رستورانی را که «کاخ تیانا» نام دارد باز می‌کنند و زیر ستاره‌ها می‌رقصند.
و بعد از آن فیلم تمام می‌شود.

### تم پارک‌ها

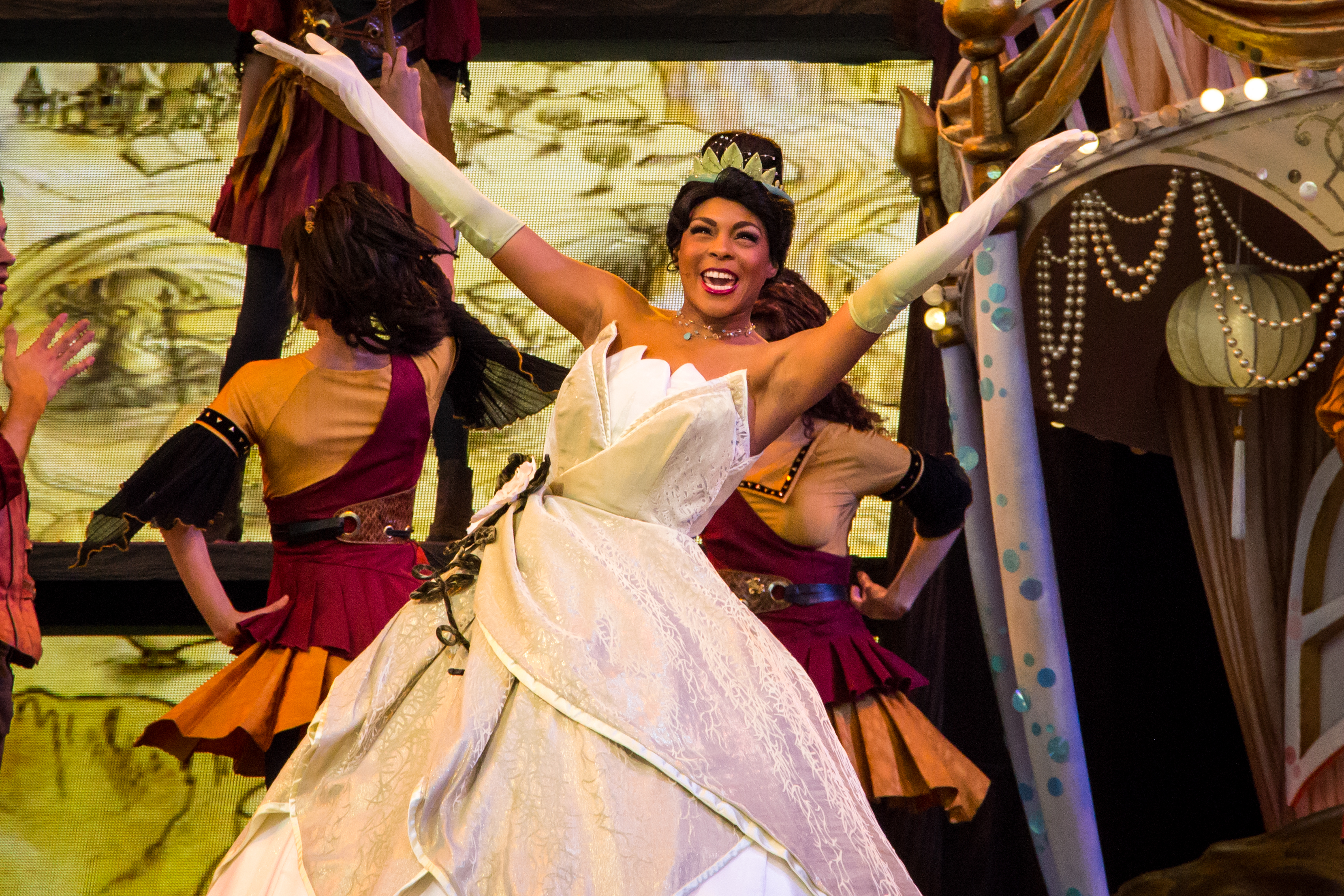
تیانا در میکی و نقشه جادویی در دیزنی لند در سال ۲۰۱۴ میلادی

در ۲۶ اکتبر ۲۰۰۹، در جشن قایق نمایشی تیانا! تیانا، ناوین، لوئیس و تردست در والت دیزنی ورلد و بعد در استراحتگاه دیزنی‌لند حضور می‌یابند. تیانا و ناوین همچنین در جشنواره رژه فانتزی، پادشاهی جادویی والت دیزنی ورلد، میدان آزادی پادشاهی جادویی و در پارک‌های دیگر در منطقه سرزمین مرزی ملاقات و احوالپرسی می‌کنند. در آوریل ۲۰۱۰ در دیزنی‌لند پاریس تیانا هم به فانتاسمیک پیوست. در اوایل ژانویه ۲۰۱۰ در جریان فینال با قایق رودخانه مارک تواین تیانا به همراه ناوین، تردست و ریموند هر کدام در دنیای رنگ‌های دیزنی در پارک ماجراجویی کالیفرنیا دیزنی ظاهر می‌شوند. تیانا و دیگر پرنسس‌های دیزنی در پادشاهی جادویی مکانی به نام تالار پرنسس افسانه دارند. هنگام بازدید از والت دیزنی ورلد، بازدیدکنندگان ابتدا تیانا را در زیر یک آلاچیق جنگلی سایه دار در لبه میدان آزادی مشاهده کردند. از ژوئن ۲۰۱۶، تیانا در سالن پرنسس پرینتال ملاقات و احوالپرسی انجام می‌دهد.

### سوفیای یکم
در سال ۲۰۱۴، تیانا در قسمت هدیه زمستانی مهمان برنامه سوفیای یکم شد.

### روزی روزگاری
شخصیت تیانا در فصل هفتم سریال روزی روزگاری است و مکیا کاکس نقش او را بازی می‌کند. در جنگل طلسم شده جدید، تیانا ملکه پادشاهی خود است، اما پس از آن همه افراد در قلمرو نفرین شده به سرزمینی بدون جادو برده می‌شوند. منطقه جدیدی از سیاتل به نام هایپریون هایتس ایجاد می‌شود و همه از جمله تیانا با خاطرات جدید به آنجا فرستاده می‌شوند. همتای جدید او سابین یک سرآشپز فست‌فود بود. در نهایت، نفرین تاریک شکسته می‌شود و سابین خاطرات خود را به دست می‌آورد. در پایان سریال، تیانا در مراسم تاجگذاری رجینا میلز به عنوان ملکه قلمروهای تازه متحد دیده می‌شود.

### رالف اینترنت را خراب می‌کند
تیانا در کنار دیگر پرنسس‌های دیزنی، در فیلم رالف اینترنت را خراب می‌کند، همان‌طور که در نمایشگاه دی۲۳ در ۲۰۱۷ اعلام شد، ظاهر شد.

### مجموعه تلویزیونی اسپین آف تیانا
در دسامبر ۲۰۲۰، اعلام شد که تیانا یک مجموعه تلویزیونی با عنوان اسپین آف خواهد داشت که در سال ۲۰۲۳ در دیزنی پلاس پخش خواهد شد.

## بازخورد و میراث
به عنوان یک شخصیت، تیانا بیشتر مورد استقبال مثبت قرار گرفته‌است. هلن اوهارا از امپایر (مجله) به‌طور مثبت دربارهٔ این شخصیت نوشت و او را به‌عنوان «قهرمانی سرسخت که سخت کار می‌کند و تمرکز و انگیزه نشان می‌دهد» توصیف کرد.
کاترین شوارد از گاردین، تیانا را تحسین کرد و به دیزنی به خاطر خلق یک قهرمان که یک شخصیت واقعی است، تبریک گفت؛ زنی که برای دیدن سه بعدی‌اش نیازی به ذکر مشخصات دقیق ندارید. بتسی شارلی از لس آنجلس تایمز در مورد تیانا به صورت مثبت نوشت و او را زیبا و پرهیجان توصیف کرد. کری برایسون از دات‌دش از تیانا ستایش کرد و او را یک شاهدخت جدید افسانه‌ای و هم الگوی شایسته خواند.
تیانا به دلیل اینکه اولین شاهزاده سیاهپوست دیزنی است، قابل توجه است. تصمیم استودیو برای خلق یک قهرمان سیاهپوست با استقبال متفاوتی روبه‌رو شد. در حالی که برخی از منتقدان، مانند ریچارد واتسون، این فیلم را به دلیل ارائه یک سنت‌شکنی که مدت‌ها انتظارش را می‌کشید ستایش کردند، دیگران آن را با انتقادات و حدس و گمان‌های فراوان دریافت کردند. ریچل برچه آمدن یک شاهزاده خانم سیاه‌پوست دیزنی را سدشکنی نامید. پیتر بردشاو از گاردین نوشت که این سیاه‌پوستان آشکارا بخش زیادی از فیلم را صرف موجودات کوچک سبز رنگ و دوست‌داشتنی می‌کنند، ممکن است دیزنی بخواهد با رنگین پوستان ارتباط برقرار کند اما رنگ سبز آن چیزی نبود که ما در ذهن داشتیم. بیدیشا از آبزرور در نقد خود نسبتاً متفاوت بود و تیانا را زنی تک بعدی اما باهوش و قوی خطاب کرد، در حالی که از طرح سبک فیلم و عدم تأکید بر مسائل نژادی انتقاد کرد.
پاتریشیا ویلیامز از گاردین، که پذیرفت که نسبت به فیلم‌های انیمیشن دیزنی و شخصیت‌های نمایش داده شده در آن‌ها، از جمله شاهدخت‌ها، بیزاری می‌کرد، دیزنی را متهم کرد که «به‌طور نابخشودنی» در خلق یک قهرمان سیاهپوست دیر کرده‌است. با این حال، تیانا را بهتر از بسیاری از شاهدخت‌ها توصیف کرد و او را با شاهدخت فیونا از سری شرک مقایسه کرد و به تصویر تیانا به عنوان یک سرمایه‌دار رستوران خستگی‌ناپذیر واکنش نشان داد.
بروکز بارنز نویسنده از نیویورک تایمز در مقاله خود او آمده‌است دو موضوع متفاوت را برای شاهدخت تیانا برجسته می‌کند. ویلیام بلکبرن می‌گوید منتقدان نیز که دیزنی را با موقعیت خوب نشان می‌دهند تا موقعیت منفی، با کمک نویسندگان دیگر دیزنی باید خجالت بکشد را می‌نویسد. داستان این شاهدخت در نیواورلئان اتفاق میفتد، یکی از ویرانگرترین تراژدی‌هایی که جامعه سیاه‌پوست را درگیر کرده‌است. از شایعه‌ای که در فضای مجازی منتشر شد و حاکی از آن بود که دیزنی در ابتدا قصد داشت مدی (مخفف مادلین) را اسم شخصیت بزند و این تصور را به وجود آورد که این کلمه بسیار نزدیک به کلمات نژادپرستانه است و جنبه برده بودن او را برای دوستش شارلوت نشان می‌دهد. مایکل دی. باران، معلم هاروارد، روانشناس شناختی و انسان‌شناس، بیان می‌کند که چگونه کودکان در مورد نژاد یادمی‌گیرند و چگونه دیزنی دارای تاریخچه کلیشه ای است، به دلیل تاریخچه کلیشه سازی دیزنی، مردم واقعاً هیجان زده هستند که ببینند دیزنی چگونه با زبان خود رفتار می‌کند.
در ۱۹ آگوست ۲۰۱۱، به آنیکا نونی رز، جایزه افسانه‌های دیزنی در نمایشگاه دی۲۳ در آناهایم، کالیفرنیا، برای بزرگداشت کارش در شاهدخت و قورباغه اهدا شد. در همان مراسم، جودی بنسون، پیج اوهارا، لیندا لارکین و لی سالونگا نیز جوایزی را برای مشارکت‌های فردی خود در دیزنی دریافت کردند و هر کدام در مقطعی صدای خود را به یک شاهدخت دیزنی ربط دادند.
در ۱۲ مارس ۲۰۱۲، سوسیولاجیکال ایمجز پستی را منتشر کرد که در آن استدلال می‌کرد که استفاده از شخصیت دیزنی تیانا برای تبلیغ آب‌نبات کلیشه هندوانه نژادپرستانه را مرتکب شده‌است. این انتقاد در برخی وبلاگ‌های دیگر نیز گزارش شده‌است.
پس از انتشار تریلرهای رالف اینترنت را خراب می‌کند، که در آن تیانا و دیگر پرنسس‌های دیزنی ظاهر می‌شوند، واکنش‌های منفی متعددی در رابطه با تغییر ظاهر تیانا با رنگ پوست روشن‌تر، بینی باریک‌تر، و ویژگی‌های اروپایی در مقایسه با ظاهر واقعی او وجود دارد. در پاسخ به این جنجال، دیزنی از آنیکا نونی رز، صداپیشه تیانا و گروه حمایتی رنگ تغییر در استودیو انیمیشن والت دیزنی دعوت کرد تا ظاهر تیانا را در رالف اینترنت را خراب می‌کند طراحی مجدد کنند تا مطمئن شود که او شباهت بیشتری به ظاهر واقعی خود در شاهدخت و قورباغه دارد؛ مدل شخصیت به‌روزشده در تریلر دوم فاش شد.